# 繪架座β移動星群
繪架座β移動星群是由相對於靠近地球的恆星組成的一個年輕移動星群。在天文學中，移動星群是一組在空間中具有共同起源，以及共同運動的恆星。這個移動星群以繪架座β命名。
因為繪架座β移動星群是離地球最近的年輕恆星群，所以是天文學研究的重要對象。已知恆星繪架座β有一個大的氣體和塵埃盤，可能是一個原行星盤。還有證據表明，這顆恆星周圍有一顆年輕的氣態巨行星。在移動群PSO J318.5-22中也發現了一顆自由漂浮的行星。據最近估計，截至2023年10月17日，該組中超過三分之一的類太陽恆星的行星質量是木星的四倍以上，幾乎所有的類太陽恆星（99%）在它們周圍的軌道上都至少擁有一顆氣態巨行星。該組的年齡和距離使其成為以直接影像探測太陽系外行星的候選者。

## 成員
繪架座β移動星群由17個恆星系統組成，包括已確定的棕矮星，總共由28顆獨立的恆星組成。該群的核心距離地球約115光年，平均年齡估計在2,000萬至2,600萬年之間。
該星群的大部分由低溫、暗淡的K和M類恆星組成。大多數是肉眼看不見的。肉眼可見的成員如下：
- 繪架座β
- 望遠鏡座η
- 波江座51
- HD 203
- HD 146624
- HD 165189
- HD 172555
- 南三角座β（潛在成員）

該群覆蓋的區域大部分是僅在南半球可見的空間，如下圖所示。

## 發現
早期估計恆星繪架座β的年齡約為1,000萬年，但由於該恆星在太空中明顯孤立，因此被證明是有問題的。根據目前關於恆星演化的理論，這個年齡極年輕的恆星應該位於太空中同一區域形成的其他年輕恆星附近。直到很久以後，引力相互作用才導致恆星的「兄弟姐妹」分散。
1999年，人們發現了一對暗淡的紅矮星恆星，它們被發現具有與繪架座β相似的速度和年齡，從而證實了對這顆恆星年齡的估計。
2001年發表的進一步研究確定了總共17個恆星系統，其運動和年齡與繪架座β相似，以該星群的主要成員命名為繪架座β移動星群。

## 起源
該星群的移動被追溯到它們1,150萬年前所佔據的位置，它們佔據的空間比當前分佈小 3 倍（24秒差距PC，對比目前的72秒差距），位於天蠍座-半人馬座OB星協的兩個區域之間，有人認為它們起源於那裡，當時來自天蠍座-半人馬座OB的任何一個OB區域的超新星都足夠接近以觸發恆星形成。